# 藏族人名
藏族人名，即藏族人所用的名字。藏族人名的形成与藏族的社会历史、文化艺术、语言文字、宗教民俗等有着密切的关联，反映了藏族悠久历史、灿烂文化的一个侧面。藏族人一般没有姓氏，但部分人的名字中会拥有类似姓氏的家族名（房名），近现代也有部分藏族使用汉姓。不考虑“姓氏”成分，藏族人名一般为双音节或四音节，少数为三音节，名字通常有男女之分，四音节名日常使用时常略称。藏族名字的用字相对单调，规律性比较强，其数量并不太多，因此藏族社会中重名的现象很常见。

## “姓氏”

### 贵族的家族名
西藏曾存在贵族阶层，贵族在藏语中称“སྐུ་དྲག”（古扎）或“སྒེར་པ”（格巴），或受封于元、明、清历代政府，或受封于达赖喇嘛、班禅额尔德尼等大活佛，均为世袭，拥有自己的家族名（房名）。这种家族名常置于家族成员名字的前面，相当于姓氏。如桑颇·才旺仁增名字中的“桑颇”就是拉萨大贵族桑颇家的家族名。:1-2
常见于前藏、后藏地区的“先喀娃”（ཤན་ཁ་བ）、“噶雪巴”（ཀ་ཤོད་པ）、“强果娃”（བྱང་སྒོ་བ）等部分家族名中所带的“娃”（བ）、“巴”（པ）等字眼为附加成分，往往可以省略。因为贵族家族名中有很多来源于庄园名，所以一些家族名往往也是地名，如家族名“崔科”（མཚོ་སྒོ）就与定日县的崔科庄园的名称一致。“拉鲁”（ལྷ་ཀླུ）、“阿沛”（ང་ཕོད）等也同样既是家族名，也是庄园名。有些贵族（主要是僧官）的人名前会冠有宅地名，如拉萨曾有一位四品僧官名为“坚崩岗·阿旺朗杰”，其中的“坚崩岗”（རྒྱ་འབུམ་སྒང）是他住宅所在地的名称，并非家族名。:2
| 规律                                        | 说明 | 举例 |
| ------------------------------------------- | --- | --- |
| 家族名最后一个字为“苏”（ཟུར）                | “苏”字意为“另立”，全称为“苏巴”（ཟུར་པ），表示该家族是从一个贵族家庭中分出来的分家                                                             | 夏苏（བཤད་ཟུར）是从夏扎（བཤད་སྒྲ）家中分立出来的新家族，全称为“夏扎苏巴”（བཤད་སྒྲ་ཟུར་པ）；索苏（ཟུར་ཟུར）是从索康（ཟུར་ཁང）家中分立出来的，全称为“索康苏巴”（ཟུར་ཁང་ཟུར་པ） |
| 家族名后附有“寻巴”（གཞོན་པ）或“更巴”（རྒན་པ） | “寻巴”意为幼者、年轻者，“更巴”意为年长者，家族名后附有这两个词分别表明其所指称的人是同一家族两兄弟中的弟弟或哥哥                             | |
| 家族名后附有“色”（སྲས）                      | “色”意为“少爷”，噶厦政府规定大四品、小三品以上官员的儿子的名字前面、家族名后面准许加“色”字，书写时可加可省                                   | 赤门色·索南班觉（首届下司马管理委员会主任） |
| 家族名前冠有“尧西”（ཡབ་གཞིས）                | “尧西”意为“尊父家的庄园”，表示该人所在家族曾出生过达赖喇嘛、班禅额尔德尼等大活佛，可以单独冠在名字前面，也可以和家族名一并冠在名字前面或省略 | 尧西达拉·平措扎西（第十四世达赖的姐夫） |

另外，婚姻可能造成家族名的改变，如阿沛·阿旺晋美的夫人原是宇妥家的女儿，结婚前名为宇妥·才旦卓嘎，因为嫁入阿沛家族而改称阿沛·才旦卓嘎，阿沛·才旦卓嘎第一任丈夫去世后，霍尔康·阿旺晋美入赘到阿沛家，改称阿沛·阿旺晋美。因此同一个家族中的同姓者可能并没有血缘关系，而至亲之间也可能冠以不同的姓氏。:5-6

### 其他的家族名
旧时，藏区的土司、千户、百户、部落首领等通常也是受封并世袭的，拥有大量土地和牲畜，各有自己的家族名（房名），而且有很多是地名。例如，德格末代女土司名字“德格·降央白姆”名字中的“德格”就是四川康区原德格土司的家族名，与德格县县名相同。再如，“噶日本”、“那如本”、“益塔本”、“充葱本”等均为西藏原霍尔三十九族的百户家族名，“东坝本”、“扎斯本”等则是青海原玉树二十五族的百户家族名。上述百户家族名中的“本”（དཔོན），意为“官”、“长”，属于附加成分，可以省略。“XX本”类的家族名多见于康区、安多和阿里等地区:7-8。由于有些部落的藏语名称相同，从而导致其部落首领的家族名也相同，翻译为汉语时通常会选用不同的汉字来进行区分。土司、千户、百户、部落首领之间因婚嫁而导致的家族名变更与贵族的情形相近:9。
巨商、头人、大户虽未被册封，但也有家族名，如邦达仓家族。巨商、大户中也有通过向噶厦政府购买贵族头衔而演变为贵族的。“仓”（ཚང）意为“家”，也是可以省略的附加成分。“XX仓”类的家族名多见于康区。四川等省藏区的一些土司家族名后面往往既可以附加“本”，也可以附加“仓”，不是土司的巨商、大户的家族名后面则仅能附加“仓”，不能附加“本”:10-11。
甘南和部分青海藏区的藏族群众中也大多拥有家族名，主要用于区分本乡或本村的同名人，当其离开故乡后就不再使用。此类家族一般来源于职业、身体特征、宅园特点等，如“尕然仓”（ངགར་ར་་ཚང）意为“铁匠家”，“夏热仓”（ཞར་ར་ཚང）意为“瞎子家”，“江热仓”（ལྕང་ར་ཚང）意为“柳林家”:29。
在四川甘孜州的嘉绒藏族社会中，姓氏（房名）的使用十分广泛，家庭成员均以房名为父系继承关系，除非丈夫入赘，女性在结婚后使用夫家房名，后代取名时也均随夫家的房名。嘉绒藏族村落的房名繁多，少有大姓人家，据《嘉绒藏族的姓氏文化与村落社会的传统互助——以甘孜州沈村藏族为例》一文作者调查，在一个全村60户居民的传统嘉绒藏族村落，有38个房名在使用。

### 寺庙名、拉丈名
寺庙（དགོན་པ）或拉丈（བླ་བྲང，大活佛的居室）的名称，往往置于该寺、拉丈的活佛或者官吏的名字前面，成为类似姓氏的部分。例如，第五世热振活佛热振·图旦绛白益西丹巴坚赞以及其侍读热振·益西楚臣名字中的“热振”就是前藏热振寺的寺名及热振拉丈的拉丈名。名字冠以相同寺庙或拉丈名的人物之间，可能是前后的转世活佛关系，也可能是主臣关系:11-12。

### 活佛的封号、尊号
藏传佛教各地寺庙的活佛，多有朝廷或藏区宗教领袖授予的封号、尊号，这些封号、尊号常常被置于该活佛的名字前面，成为类似姓氏的部分。例如“达赖喇嘛”是蒙古土默特部首领俺答汗给予第三世达赖喇嘛索南嘉措的尊号，其后这一系统的活佛一直沿用，如第十四世达赖喇嘛可被称为“达赖喇嘛·丹增嘉措”；“班禅额尔德尼”是1713年清朝康熙帝封给第五世班禅额尔德尼罗桑意希的封号，其后这一系统的活佛一直沿用，如第十一世班禪额尔德尼可以被称为“班禅额尔德尼·确吉杰布”。使用同一封号、尊号的活佛均为前后转世活佛的关系:12-13。
同时，也存在原本的一些活佛尊号演变成活佛本人家族的家族名，如“帕巴拉”是強巴林寺活佛的尊号，但帕巴拉·索朗降措并非強巴林寺活佛，而是活佛帕巴拉·格列朗杰的哥哥，其家族名来源于弟弟的尊号。青海、甘肃藏区的活佛家族往往使用活佛尊号加“仓”字作为家族名，但“仓”字有时也会省略；西藏地区的活佛家族则没有使用“仓”字的现象:13-14。

### 汉姓
在汉族占多数的地区，藏族无论贵贱均使用姓氏。例如，生活在地处青藏高原、黄土高原和内蒙古高原的交汇地带甘肃天祝地区的华锐藏族，普遍使用汉姓，而且其中90%以上与汉族姓氏相同。华锐藏族的姓氏主要来源于古代赐姓、部落名转为姓氏、部落名意译为姓氏、人名首字转为姓氏、与汉族通婚，以及直接借用汉族姓氏等。
生活在青海汉族地区的藏族存在依照汉族习惯创立姓氏的现象，如根据家族名“卓仓”的含义“麦家”取近似的汉族姓氏“梅”为姓，起名“梅多吉”“梅托米”等。

## 名字
藏区大多数的普通人没有上述相当于姓氏的部分，仅有名字。上层人士姓名中的名字部分和没有姓氏的藏族人名是相同的。藏族名字的用字相对单调，规律性比较强，数量并不太多，是藏族人名的基本组成部分:30。

### 音节
大多数藏族人名是由两个二音节词汇组成的四音节，如“才旦卓玛”、“曲尼次仁”、“扎西顿珠”等；也有很多为一个二音节词，如“白玛”、“尼玛”、“卓玛”、“班觉”等。仅少数的藏族人名为三音节，主要出现在四川、青海、甘肃等省藏区（即康巴、安多方言地区）和西藏的一些边缘地区，如“琼琼玛”“拉姆措”等；个别藏族人名为单音节，如“炯”、“霞”等:30-31。
宗教界上层人士的名字往往非常长，如第十四世达赖喇嘛的全名为“吉尊降白阿旺洛桑益喜丹增嘉措师松旺觉聪巴密白德贝桑布”（རྗེ་བཙུན་འཇམ་དཔལ་ངག་དབང་བློ་བཟང་ཡེ་ཤེས་བསྟན་འཛིན་རྒྱ་མཚོ་སྲིད་གསུམ་དབང་བསྒྱུར་མཚུངས་པ་མེད་པའི་སྡེ་དཔལ་བཟང་པོ），共二十六个音节:31。

### 简称和缩写
四音节的人名在口语中，甚至在文字书写时，常有取第一个和第三个音节来作为简称的习惯，如“次仁诺布”可以简称为“次诺”，“桑南达杰”可以简称为“桑达”。由于存在一三音节相同，而二四音节不同的人名，所以一个简称可能会对应多个全称，如“洛格”的全称可能是“洛珠格桑”、“洛珠格丹”或“洛桑格丹”等:32。
除了用一三音节省称，也可用一四简称，如“扎西罗布”称“扎布”，“次仁罗布”称“次布”等；或用前两个或后两个音节简称，如“罗绒达瓦”可简称“罗绒”或“达瓦”，又因为后两字通常是区分性别的，女名一般都用后两字作简称。
藏文中还存在将两个音节合并为一个音节的缩写字，如“བཀྲ་ཤིས”（扎西）缩写为“བཀྲིས”:33-34。

### 俗名与法名
包括各大活佛在内大众多喇嘛在出家前都有一个俗名（སྐྱ་མིང），出家后则另取一个法名（ཆོས་མིང），如第十世班禅额尔德尼在家时俗名为“贡布才旦”，出家后法名为“确吉坚赞”（“确”意為「法」，「堅贊」意為「勝幢」）。喇嘛还俗后，有些仍使用其法名，有些则恢复使用俗名:37-38。
法名可以在出家为僧时取:37，也可以在僧人学习完一些佛学课程出师时取。

## 使用

### 职位名
历史上，书写或称呼藏族上层人物时，往往或夹有其官衔、官职、僧职、学位等。如功德林·威萨坚赞的名字往往也被写作“功德林扎萨·威萨坚赞”，帕巴拉·索朗降措的名字也被记作“帕巴拉堪穷·索朗降措”。理论上，人名前没有其他姓氏成分（如家族名），而仅有官职名时，翻译为汉文时，不加间隔号“·”，但此类官职名常被误认为是家族名，如金中·坚赞平措名字中的“金中”其实是五品僧官“曾谆”（ཙོ་མགྲོན）名称的转音:15-18。

### 重名及其区分
据《藏族人名研究》作者王贵统计，用于构成藏族人名的二音节词仅有500多个，因此重名的情况非常多。据调查，西藏自治区藏族人名的重名率高达20%。原本藏族的上层人士，由于“姓氏”众多，通过“姓”便可以加以区分；普通人如在同一个地方或单位出现重名，则区分的方法主要有:34-37：
1. 按照年龄冠以“大”（ཆེ་བ）、“中”（འབྲིང།བ）、“小”（ཆུང་བ）来区分，或者冠以数字区分[12]
2. 冠以籍贯或所在寺庙、拉仓名
3. 名字后面加上其体型特征，如“旺杰甲巴”（དབང་རྒྱས་རྒྱག་པ，胖子旺杰）、“旺杰仁波”（དབང་རྒྱས་རིང་པོ，高个子旺杰）
4. 冠以职业、性别等

这些附加成分并不属于人名本身，当其所在环境变化，不再需要区分重名时，或者其职业、体型、年龄等发生变化后，这些附加成分就会自然的从称呼中消失:34-37。区分重名的措施有随意性、临时性的特点，主要用于日常交际，一般不用于正式场合，尤其是人名后附加个人生理特征的多为“绰号”，不合适在正式场合使用。

### 附加尊称
藏族在称呼、书写普通人名是，常在人名的前面或后面附加一些尊称字眼:38-39，如：
| 含义         | 附加位置 | 尊称 |
| ------------ | -------- | --- |
| 先生         | 人名前   | 前藏和后藏的“古学”（口语སྐུ་གཞོགས，文字སྐུ་ཞབས）、工布地区的“阿达”（ཨ་དར）、康巴地区的“阿波”（ཨ་ཕོ或ཨ་པོ）、安多地区的“阿库”（ཨ་ཁུ） |
| 老师、长者   | 人名前   | “根”（རྒན） |
| 表尊敬、亲切 | 人名后   | “拉”（ལགས） |

### 命名习俗
藏族家庭的婴儿出生后，过一段时间，父母会带着孩子，献上哈达和礼品，请喇嘛、贡巴或有威望的长者给孩子起名，而喇嘛通常會選用自己名字的某部份。早期藏族婴儿的命名主要是由家庭内部的长者负责，随着佛教在藏区的传播和本土化，请当地喇嘛赐名成为藏族社会的一个礼仪性习俗。在远离寺庙的牧区家庭，很多孩子的名字是由父母亲自取的，甚至有些是由照顾幼儿的哥哥姐姐给取的。流亡藏人經常向第十四世達賴喇嘛要求為子女取名，因此有許多流亡藏人男孩和女孩的名字有「丹增」二字（達賴喇嘛的名字是「丹增嘉措」，「丹增」意為「持教」）。

### 汉名
在安多、嘉绒、康巴等地（四川、青海、甘南及西藏的昌都等地），由于临近汉地，当地藏人或与汉人杂居，或常与汉人交流，因此除传统的藏族人名外，一般还会取一个汉名:534。
很多汉藏通婚家庭会给孩子都同时取一个藏名和一个汉名。因藏汉联姻受汉族姓名的影响，出现带汉族姓、藏族名的名字，如张旺堆、李次加、陈贡布、赵仁增等。

## 历史
藏族人名的历史可以追溯到氏族部落时期，根据藏文文献记载，传说在山南泽当地区一只观音菩萨点化的神猴与一个救度母加持幻化的罗刹女结合，生育了六只猴雏，逐渐繁衍为藏族，其中四个发展为藏族四大氏族，也就是色（སེ）、穆（རྨུ）、董（ལྡོང）、东（སྟོང）四大骨系；四大族姓再加上扎（དབྲ）和智（འགྲུ）又被合称为六大族姓。又根据《汉藏史集》记载，传说古代有一位国王名为斯巴杰布唐格，他有三个儿子，分为汉、吐蕃和蒙古，其中吐蕃人名为赤多钦布，赤多钦布生有六个儿子，分别是扎（དབྲའ）、智（འགྲུ）、董（ལྡོང）、噶（ལྒ）、玮（དབས）、达（བརྡའ），前四个分别繁衍出了长尊十二支系:10-11。
到赞普时期，藏人开始用自然物与自然现象来取名，如“朗么么”（阴天）、“坚错”（大海）、“尼玛”（太阳）等。随着苯教的产生和传播，藏族社会从自然崇拜发展为神灵崇拜，藏族人名开始受苯教文化影响。另外据文献记载，当时藏人习惯将母亲名字中的一个字作为子女名字的组成部分，如母亲名为“朗么么”，儿子名为“么赤”，这种现象被认为是母系氏族社会的文化遗留。
公元7世纪，松赞干布统一西藏，建立吐蕃王朝，其后佛教在西藏迅速传播并盛行。佛教对西藏社会的方方面面均产生了深远的影响，佛教术语越来越多地成为人名的组成部分，如“贡巴”（寺院）、「蔣揚」（柔和聲，也指妙吉祥菩薩）、「強巴」（慈氏）、“多杰”（金刚）、“卓玛”（度母）、「洛桑」（善慧）、「喜饒」（般若）等。藏曆用天體命名一週，因此用“尼玛”（太阳，週日）、「達瓦」（月亮，週一）、「拉巴」（水星，週三）等指星期幾出生的人。
1950年代，受政治运动的影响，一些政治术语也被用来给孩子取名，如“金珠”（解放）、“达玛”（红旗）等。

## 翻译转写

### 汉字转写
藏族人名译写为汉语时，受藏语方言差异、汉语方言差异以及藏语书面语与口语差异的影响，同一个藏语名通常会有多个不同的汉语翻译。
有时，父母可能为避免子女与他人重名，在取汉字名时使用非常用的对应汉字，如不用“次旦德吉”而用“慈丹德吉”。

### 英文转写

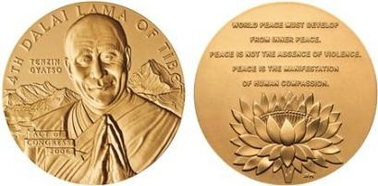
美国国会金质奖章上第十四世达赖喇嘛的名字“丹增嘉措”被记作“Tenzin Gyatso”

藏族人名从藏文译写为英文后的译名也是多样而杂乱的。由于地理位置影响，藏文英译深受南亚英语影响，如一般英文中应译为“dr”的被译为“d”，如“卓玛”（སྒྲོལ་མ）被译为“Dolma”等。受国际音标记音符号和威妥玛式拼音法的影响，而出现清音与浊音混用的现象。亦或者照文字读音翻译，还是考虑藏语口音的音变现象照实际发音翻译，而产生的翻译差异等:62-66。